# Ronnie Bucknum

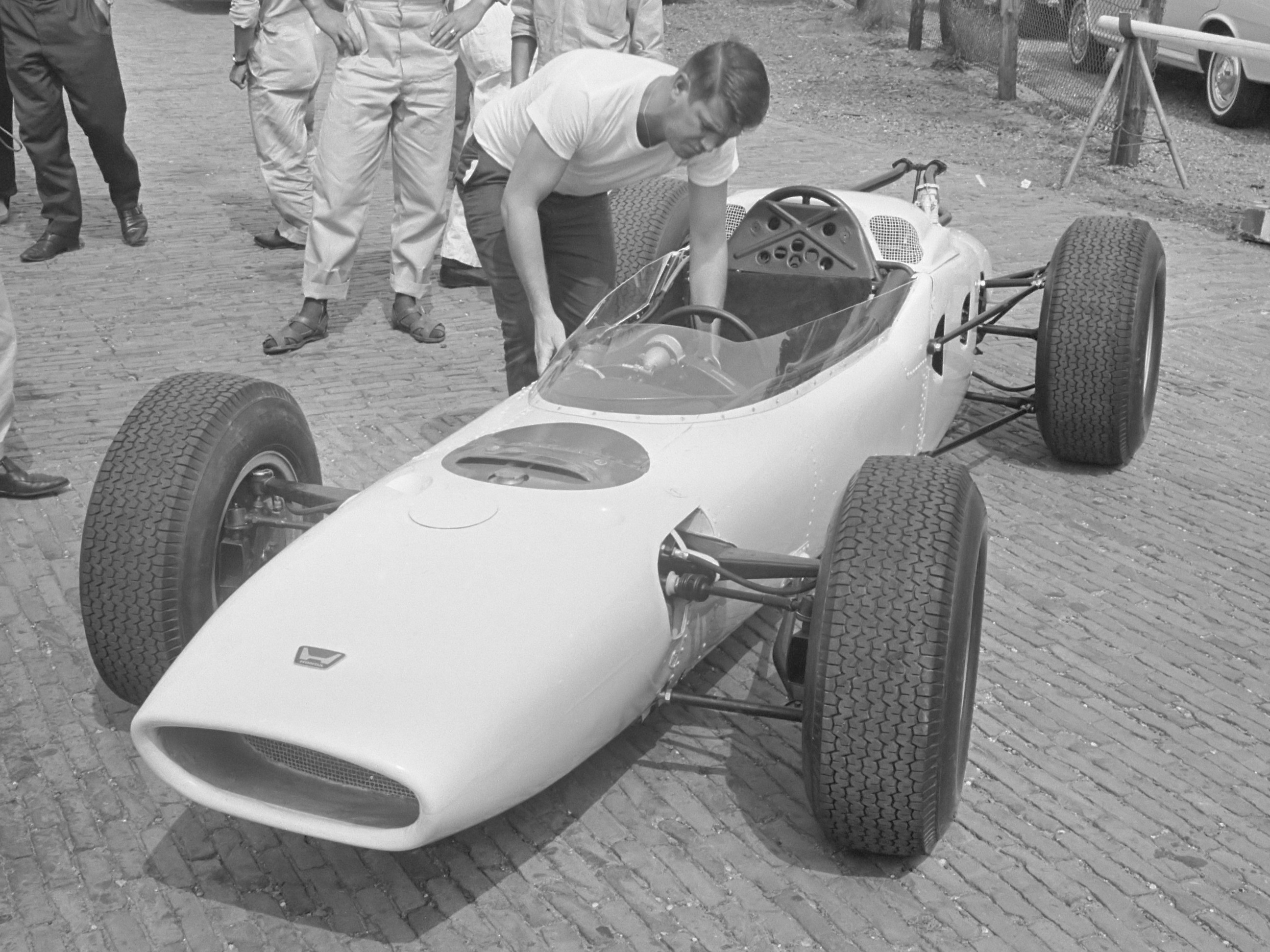
Circuit Zandvoort 21 juli 1964, Bucknum met zijn Honda Formule 1 auto

Ronnie Bucknum (Alhambra, Californië, 5 april 1936 - San Luis Obsipo, 23 april 1992) was een Amerikaans Formule 1-coureur. Tussen 1964 en 1966 reed hij 11 Grands Prix voor het team Honda.